# Josef Forbelský
Josef Forbelský (19. prosince 1930, Skřivany u Nového Bydžova – 14. listopadu 2022) byl český vysokoškolský pedagog, lingvista a překladatel, zabývající se převážně španělskou literaturou. V roce 2017 se stal za překlad Cervantesova románu Persiles a Sigismunda laureátem ceny Josefa Jungmanna za rok 2016.

## Biografie
Studoval na Státním reálném gymnáziu v Novém Bydžově, kam chodíval denně tam i zpět tři km pěšky. Poté, co absolvoval kvartu s vyznamenáním, přešel, na základě konsenzu rodiny, na Arcibiskupské gymnázium v Praze. Zde se mu dostalo vzdělání v latině, řečtině a také ruštině. Následně pokračoval ve studiu u jezuitů na Biskupském gymnáziu v Bohosudově, v jejichž knihovně se seznamoval s díly klasických španělských autorů.
Posléze se přihlásil ke studiu španělštiny a češtiny na Filozofické fakultě Univerzity Karlovy, následně si pak ještě rozšířil svoji kvalifikaci o francouzštinu. Roku 1973 získal titul PhDr., roku 1991 se úspěšně habilitoval.
Na poli literárního překladu se pak věnoval autorům, kterými byli např. Baltasar Gracián, Miguel de Cervantes y Saavedra, Juana Inés de la Cruz, Lope de Vega, Azorín, Ramón Gómez de la Serna, Gabriel García Márquez, Augusto Roa Bastos, Miguel Delibes, José Jiménez Lozano, Luis Martín-Santos, či Jorge Luis Borges.
Byl vyznáním katolík, ve svých pamětech vzpomíná také např. na Křížovou cestu v Bohosudově.